# 부릿코
부릿코(일본어: ぶりっ子)는 일부러 귀엽게 굴거나 천진난만하게 행동하는 소녀나 여성을 가리키는 일본어 용어이다. 이 용어는 1980년대에 만들어졌으며, 일본의 코미디언 야마다 구니코의 이름으로 여겨지기도 한다. 부리코 스타일은 종종 마츠다 세이코와 같은 1980년대의 일본 아이돌과 연관된다. 그것은 현대 일본 문화에서 중요해진 "귀여운"을 의미하는 카와이의 일본인 개념과 관련이 있다. 부리코는 존재의 스타일이나 상태라기보다는 자신, 특히 여성의 성을 감추기 위해 사용되는 도구들이다. 이것은 "부릿코를 하다"라는 일반적인 표현에서 강조된다.

## 같이 보기
- 로리콘
- 모에